# Whitley and Monkseaton
Whitley and Monkseaton var en civil parish 1913–1974 när det uppgick i Whitley Bay (i North Tyneside) och Hartley (i Blyth Valley) unparished areas, i grevskapet Northumberland i England. Civil parish var belägen 13 km från Newcastle upon Tyne och hade 36 517 invånare år 1961. Det inkluderade Hartley, Monkseaton, Murton, Whitley Bay och Whitley Sands.